# Seveso
Seveso är en stad och en kommun i provinsen Monza e Brianza i regionen Lombardiet i norra Italien, känd genom Sevesokatastrofen (1976). Kommunen hade 23 731 invånare (2018) och gränsar till kommunerna Barlassina, Lentate sul Seveso, Cesano Maderno, Cogliate, Meda och Seregno.
Staden är namngiven efter floden med samma namn som rinner genom kommunen i en nord-sydlig riktning. Stadens ekonomi har länge haft en tyngdpunkt på möbelindustri.